# Rio Balta
O Rio Balta é um rio da Romênia afluente do rio Topolniţa, localizado no distrito de Mehedinţi.